# MŠK Púchov
MŠK Púchov ist ein slowakischer Fußballverein aus Púchov, der aktuell in der zweithöchsten slowakischen Spielklasse spielt.

## Geschichte
Der erste Fußballklub in Púchov wurde 1920 gegründet. Die Klubentwicklung startete erst richtig nach dem Zweiten Weltkrieg. In den Jahren 1950 und 1963 spielte Púchov in der 2. slowakischen Liga. Später spielten sie einige Jahre in der 3. Liga. In den Jahren 1974 bis 1986 (mit Ausnahme der Spielsaison 1982/1983) hat die Mannschaft unter dem Namen  „Gumárne 1.mája Púchov“ in der damaligen SNL und in der ČNL, der damaligen tschechoslowakischen zweiten Liga gespielt. Nach der Unabhängigkeit der Slowakei (1993) spielte der Verein unter dem Namen „ŠK Matador Púchov“ in der 2. slowakischen Liga und seit 2000 in der 1. slowakischen Liga. Im Juli 2006 stieg der Hauptsponsor Matador aus und der Verein stieg in die 3. Spielklasse ab. Zudem wurde der Namensteil Matador aus dem Vereinsnamen entfernt. Als FK Púchov spielte der Verein die nächsten drei Jahre in der drittklassigen 2. Liga, bevor er am Ende der Saison 2008/09 in die 1. Liga (zweithöchste Spielklasse) aufstieg.
Außerdem nahm der Klub dreimal am UEFA-Pokal teil (2001/02, 2002/03, 2003/04). Der Verein schied dabei jeweils in der ersten Runde gegen den SC Freiburg, Girondins Bourdeaux und den FC Barcelona aus.
Púchov spielt seit 1962 im höchsten tschechoslowakischen und später slowakischen Nachwuchswettbewerb.

## Vereinsnamen
- 1920 – Športový klub Puchov
- 1945 – ŠK Rolný Púchov
- 1948 – Sokol Makyta Púchov
- 1956 – TJ Iskra Púchov
- 1968 – TJ Gumárne 1.mája Púchov
- 1993 – ŠK Matador Púchov
- 2003 – FK Matador Púchov
- 2007 – FK Púchov
- 2015 – MŠK Púchov

## Erfolge
- In der Saison 2001/02 nahm der Verein am UEFA-Pokal teil. Nachdem man sich in der Qualifikation gegen den maltesischen Vertreter Sliema Wanderers durchsetzen konnte, scheiterte man in der 1. Runde mit 0:0 und 1:2 am SC Freiburg.
- Zweiter in der Corgoň liga Saison 2001/02
- 2003 Gewinner des Slowakischen Fußballpokals
- 2008/09 Meister der slowakischen II. Liga (dritthöchste Spielklasse) und Aufstieg in die I. Liga (zweithöchste Spielklasse)

## Europapokalbilanz
| Saison  | Wettbewerb | Runde         | Gegner             | Gesamt | Hin     | Rück    |
| ------- | ---------- | ------------- | ------------------ | ------ | ------- | ------- |
| 2001/02 | UEFA-Pokal | Qualifikation | Sliema Wanderers   | 4:2    | 3:0 (H) | 1:2 (A) |
| 2001/02 | UEFA-Pokal | 1. Runde      | SC Freiburg        | 1:2    | 0:0 (A) | 1:2 (H) |
| 2002/03 | UEFA-Pokal | Qualifikation | FK Atyrau          | 2:0    | 0:0 (A) | 2:0 (H) |
| 2002/03 | UEFA-Pokal | 1. Runde      | Girondins Bordeaux | 01:10  | 0:6 (A) | 1:4 (H) |
| 2003/04 | UEFA-Pokal | Qualifikation | Sioni Bolnissi     | 6:0    | 3:0 (H) | 3:0 (A) |
| 2003/04 | UEFA-Pokal | 1. Runde      | FC Barcelona       | 1:9    | 1:1 (H) | 0:8 (A) |

Gesamtbilanz: 12 Spiele, 4 Siege, 3 Unentschieden, 5 Niederlagen, 15:23 Tore (Tordifferenz −8)

## Trainer
- František Komňacký (2002–2003)
- Pavel Vrba (2004–2006)

## Spieler
- Zdeno Štrba (1998–2002)
- Mário Breška (19??–1999) Jugend, (2001–2004) Spieler